# Dolnje Cerovo
Dolnje Cerovo é uma vila localizada no município de Brda na Eslovênia. Possuía uma população estimada de 142 habitantes em 2020.